# Chris Mears
Chris Mears, född 7 februari 1993 i Burghfield, är en engelsk simhoppare. Vid olympiska sommarspelen 2016 i Rio de Janeiro tog han en guldmedalj i synkroniserade svikthopp tillsammans med Jack Laugher.
Mears och Laugher har också tagit en bronsmedalj vid VM 2015 i Kazan. De har även vunnit guld vid EM i London 2016 och vid samväldesspelen 2014 i Glasgow.